# Burghley House
La Burghley House è una casa prodigio e una galleria d'arte del sedicesimo secolo, posta nei pressi della città di Stamford, in Inghilterra, Regno Unito.
Fatta costruire dalla famiglia Cecil nella seconda metà del Cinquecento, la grande proprietà è ancora nelle mani della medesima famiglia. L'esterno della struttura mantiene i tratti tipici dell'architettura elisabettiana, mentre gran parte degli interni sono stati rimodellati nel corso di Seicento e Settecento secondo gli stili dell'epoca.
Il parco è stato progettato dal celebre architetto paesaggista inglese Capability Brown.

## Storia

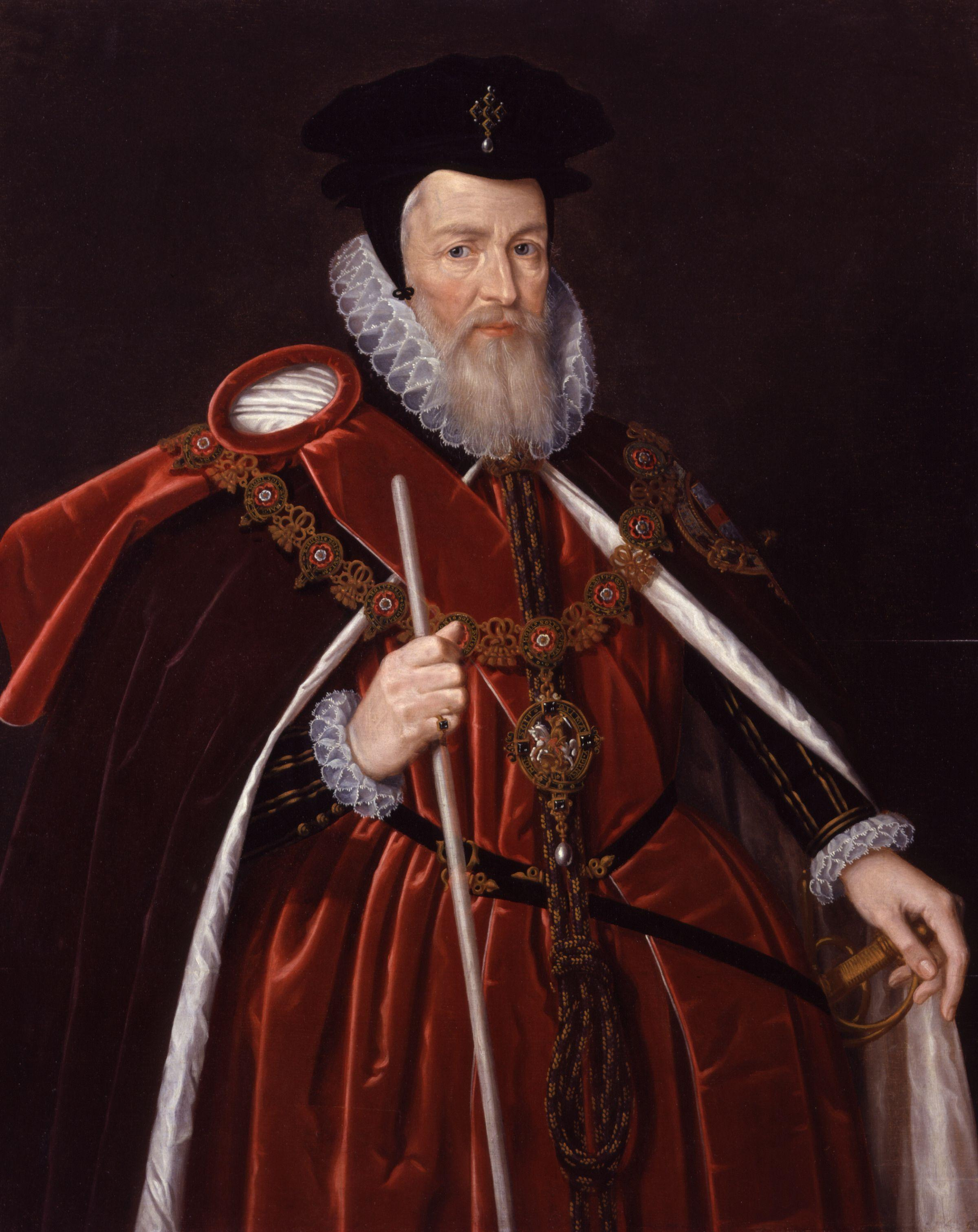
Lord Burghley fu il primo consigliere della regina Elisabetta I d'Inghilterra per gran parte del suo regno.

Prima della costruzione del palazzo, nell'area poi occupata dall'edificio si trovava un insediamento di origine medievale che aveva il nome di Burghley, già menzionato nel Domesday Book, e che era stato abbandonato nel 1450.
Burghley House venne costruita per Sir William Cecil, nominato in seguito I barone Burghley, Lord High Treasurer della regina Elisabetta I d'Inghilterra tra il 1555 ed il 1587, e modellata sull'esempio architettonico di Richmond Palace. Dopo la sua morte, fu residenza ufficiale di tutti i suoi discendenti, i conti e poi dal 1801 marchesi di Exeter.
Lady Victoria Leatham, esperta di antichità e personaggio televisivo, figlia di David Cecil, il VI marchese, gestì l'abitazione dal 1982 al 2007. Il marchesato, ad ogni modo, passò nel 1988 allo zio di Victoria, Martin, ed al figlio di questi, Michael, entrambi residenti in Canada e discendenti dal V marchese, i quali non vissero a Burghley House.
La casa è un tipico esempio di architettura elisabettiana del XVI secolo, ma riflette nel contempo l'importanza del suo fondatore e il ricco commercio di lana instaurato dalla famiglia Cecil. Diverse sale interne sono state rimodellate successivamente in stile barocco, con intagli di Grinling Gibbons. Il corpo centrale della residenza comprende 35 grandi sale al piano terreno e al primo piano, mentre altre 80 sono ubicate nel resto della villa tra sale, corridoi, bagni e aree di servizio.
Nel XVII secolo, le logge aperte al piano terreno vennero chiuse e coi successivi rimaneggiamenti si perse la caratteristica più significativa del progetto, ovvero la pianta a "E" concepita per omaggiare la regina Elisabetta I. Durante la reggenza del IX conte, e sotto la guida del famoso architetto paesaggista Capability Brown, la facciata sud della villa venne elevata alla linea del tetto e venne demolita l'ala nordovest per permettere una miglior visione del parco circostante. Fu in questo periodo che l'incisore veneziano Giovanni Battista Piranesi progettò uno dei camini delle sale interne.
Il cosiddetto "Scalone dell'Inferno" e la vicina "Sala del Paradiso" sono ambienti affrescati da Antonio Verrio e vennero realizzati tra il 1697 ed il 1699. Le pareti dello "Scalone dell'Inferno" vennero affrescate invece da Thomas Stothard, il quale completò l'opera un secolo dopo. Singolare è in questa scala la raffigurazione dell'antro dell'Inferno rappresentato come le fauci di Orco). Altre sale sono decorate dal pittore francese Louis Laguerre.
Annualmente la villa è sede del concorso ippico Burghley Horse Trials.

## La Galleria Burghley

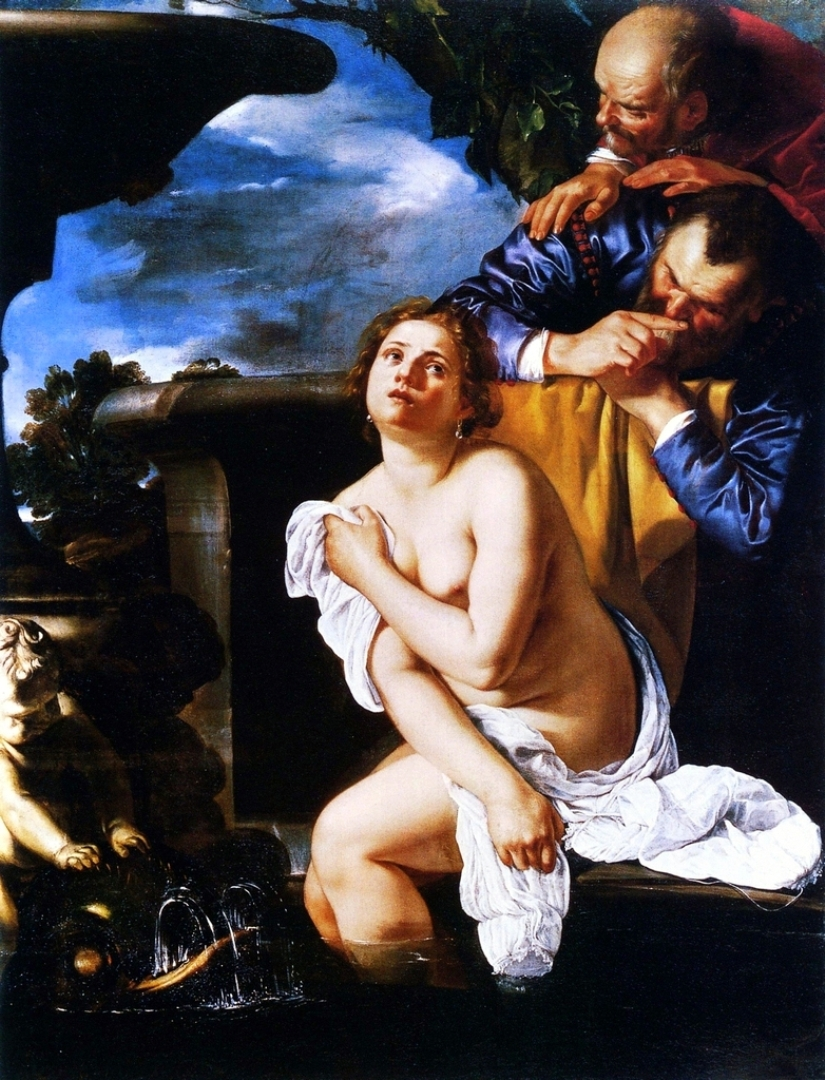
Susanna e i vecchioni (1622) dipinto da Artemisia Gentileschi

Sebbene dilapidata nel corso dei secoli, la pinacoteca del palazzo conserva ancora oggi numerose opere di artisti italiani di pregio, dal Rinascimento (come l'Adorazione dei Magi, realizzato tra il 1535 e il 1540 da Jacopo Bassano) al Settecento, acquistate su diverse piazze artistiche di Italia e Francia.
Il più grande collezionista della famiglia fu nel XVII secolo John Cecil, V conte di Exeter (c.1648–1700), mentre nel Settecento si distinse Brownlow Cecil, IX conte (1725–1793). Questi visitarono l'Italia in tutto otto volte ciascuno, riportando in patria numerose opere d'arte. John Cecil acquistò circa 300 opere d'arte durante i suoi 22 anni trascorsi a Burghley, spendendo 5000 sterline solo nella sua ultima visita in Europa.
La cappella del palazzo presenta una grande pala d'altare dipinta da Paolo Veronese e dalla sua bottega, oltre a due grandi dipinti di Johann Carl Loth, pittore tedesco attivo a Venezia. Altri pittori di cui vi sono opere nella collezione di Burghley House sono Sebastiano Ricci, Artemisia Gentileschi, Marco Liberi, Antonio Travi, Gerard Hoet, Jacob van der Kerckhoven, Walter Ray Woods, Orazio Gentileschi, Isaac Oliver, Pietro Testa, Livio Mehus, Elisabetta Sirani oltre a sette opere di Luca Giordano, tra cui un autoritratto.
Nella Sala della Pagoda, vi sono i ritratti della famiglia Cecil, di Elisabetta I d'Inghilterra, di Enrico VIII d'Inghilterra e di Oliver Cromwell. La Sala del Biliardo mostra sei ritratti ovali dei membri dell'Order of Little Bedlam, il club istituito dal V conte.
La vasta collezione di porcellane giapponesi da esportazione è in particolar modo importante dal momento che rappresenta un elemento unico nelle collezioni europee e di notevole antichità (fine del XVII secolo).
Numerosi sono anche i mobili d'epoca tra cui pezzi realizzati nel XVIII secolo dal laboratorio Ince and Mayhew, oltre ad argenterie, tappezzerie e collezioni di porcellane di varia provenienza.
A Burghley House si conserva inoltre un prezioso cancello realizzato da Jean Tijou, Si segnala la presenza di alcuni dipinti un tempo appartenuti alla celebre collezione Muselli di Verona.

## Il parco

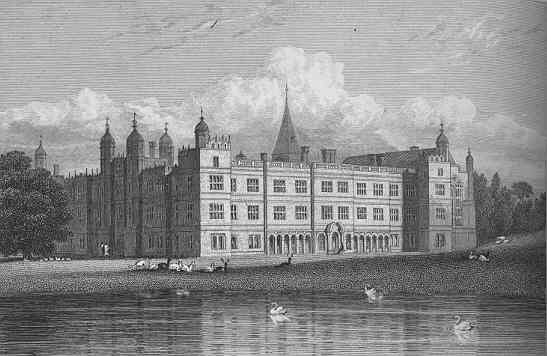
Burghley House dalla raccolta Views of the Seats of Noblemen and Gentlemen (1829)

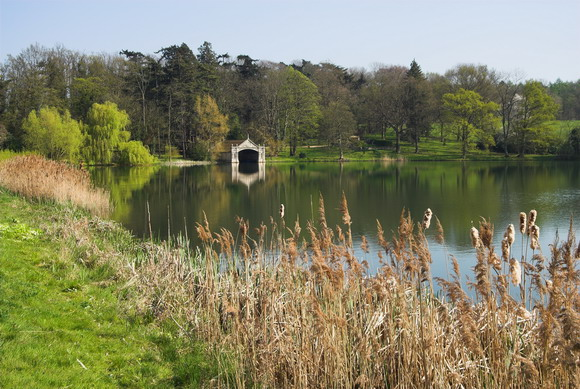
Parte dei giardini con il laghetto e la rimessa per le barche

I sentieri nel parco risalgono nel loro disegno al progetto steso nel 1755-1779 da Capability Brown, il quale progettò il parco tenendo presente delle essenze arboree già esistenti, alcune delle quali sono esistenti ancora oggi e risalgono al XVI secolo o prima.
Brown progettò inoltre la costruzione di un laghetto nel 1775-80. Egli scoprì la presenza di una fonte naturale ed espanse l'originario sito d'acqua da 36.000 m2 a 105.000 m2. Brown disegnò anche il "Lion Bridge" che costò 1050 ghinee per attraversarlo) nel 1778. Venne pagato in tutto 23.000 sterline per i suoi progetti al parco.
Delle originarie statue in pietra di Coade utilizzate come ornaenti, alcune vennero rifatte nel 1844. La regina Vittoria e suo marito il principe Alberto piantarono due alberi in occasione della loro visita, sempre nell'Ottocento.

## Media
La villa in passato è stata utilizzata più volte per rappresentare Villa Wayne, la casa di proprietà di Bruce Wayne (alias Batman) nei film a lui dedicati.
La villa è inoltre comparsa, in esterna e in interno, in diverse pellicole cinematografiche d'autore come Orgoglio e pregiudizio (2005), Il codice da Vinci (2006), Elizabeth: The Golden Age (2007) e per la serie televisiva The Crown (2016).